# MBDB
MBDB — химическое соединение класса амфетаминов. Обладает эмпатогенным действием, сходным с действием MDMA. В отличие от MDMA не проявляет существенного психостимулирующего действия. Согласно PiHKAL, активная доза вещества находится в диапазоне 180—210 мг.

## Правовой статус
MBDB не является объектом международного контроля согласно Конвенции по психотропным веществам, однако в России он внесён в Список I перечня наркотических средств, психотропных веществ и их прекурсоров, подлежащих контролю.